# Dirphya pseudolucasi
Dirphya pseudolucasi är en skalbaggsart som först beskrevs av Stefan von Breuning 1956.  Dirphya pseudolucasi ingår i släktet Dirphya och familjen långhorningar. Inga underarter finns listade i Catalogue of Life.